# Beaford
Beaford – wieś i civil parish w Anglii, w Devon, w dystrykcie Torridge. W 2011 civil parish liczyła 447 mieszkańców. Beaford jest wspomniana w Domesday Book (1086) jako Baverdone/Baverdona.